# Teriti
Teriti is een bestuurslaag in het regentschap Tebo van de provincie Jambi, Indonesië. Teriti telt 1086 inwoners (volkstelling 2010).